# Centrale elettronucleare di Douglas Point
La centrale elettronucleare di Douglas Point è un impianto dismesso di produzione di energia elettrica in Canada, nella provincia dell'Ontario.
Era situato a Kincardine, sul lago Huron, nello stesso sito dove oggi sorge la centrale elettronucleare di Bruce.
Fu in esercizio dal 1968 al 1984.